# Machzor Vitry
Machzor Vitry (hebrejsky מחזור ויטרי) je rozsáhlý židovský modlitební sborník, který na přelomu 11. a 12. století sestavil ve městě Vitry Simcha ben Šmu'el. Autor vycházel ze siduru Amrama Ga'ona, traktátu Pirkej avot, pesachové hagady i francouzských pijutů. Machzor Vitry kromě textů modliteb obsahuje komentář a zachycuje rovněž množství regionálních náboženských zvyklostí. Dílo se dočkalo velkého rozšíření, ve 13. století se ve Francii stalo oficiálně užívanou sbírkou liturgických textů, a stalo se tak základem aškenázského minhagu.
K původnímu textu připojil své dodatky Jicchak bar Dorbelo. Z hlediska moravských židovských dějin je důležitý zejména popis jeho cesty do střední Evropy, při níž okolo roku 1140 navštívil také židovskou komunitu v Olomouci, a zanechal tak po sobě nejstarší doklad židovské přítomnosti v Olomouci.